# Mirax rufilabris
Mirax rufilabris är en stekelart som beskrevs av Alexander Henry Haliday 1833. Mirax rufilabris ingår i släktet Mirax och familjen bracksteklar. Arten är reproducerande i Sverige. Inga underarter finns listade i Catalogue of Life.